# Aleksey Desyatchikov
Aleksey Desyatchikov (31 de outubro de 1932 – 4 de junho de 2018) foi um soviético corredor de longa distância.